# Мартынов, Евгений Григорьевич
Евге́ний Григо́рьевич Марты́нов (22 мая 1948, Камышин, Сталинградская область, СССР — 3 сентября 1990, Москва, СССР) — советский эстрадный певец и композитор. Лауреат премии Ленинского комсомола (1987).

## Биография
Родился 22 мая 1948 года в Камышине (ныне Волгоградская область). Через 5 лет семья переехала на Донбасс (на родину отца), г. Артёмовск (с 2016 года — Бахмут). В школьном возрасте Женя увлёкся рисованием и добился известных успехов. Затем изучал фокусы, которые с удовольствием демонстрировал на школьных концертах. Старший сын с восхищением слушал игру отца на аккордеоне, а когда подрос, стал обучаться и сам. Когда ему исполнилось 11 лет, отец купил ему настоящий аккордеон. Учился в школе он хорошо и без особого труда. Но больше всего юный Мартынов любил учиться игре на отцовском баяне. Женя рано проявил способности к музыке. Отец научил его играть сначала на баяне, затем на аккордеоне. Окончил артёмовское музучилище по классу кларнета.
В 1967 году поступил в Киевскую консерваторию имени П.И. Чайковского, однако вскоре перевёлся в Донецкий музыкально-педагогический институт (ныне консерватория имени С.С. Прокофьева), который досрочно окончил в 1971 году.
В 1972 году в Москве в качестве композитора познакомился с Майей Кристалинской, которая впервые исполнила его песню «Берёзка» на стихи С. Есенина и представила молодого композитора публике в театре эстрады. С лестной рекомендацией исполнительницы Мартынов отправился в «Росконцерт», где его прослушали, остались довольны и решили испытать в качестве солиста-вокалиста в сборной эстрадной программе «Турнир эстрадной песни» (с участием Льва Лещенко, Валентины Толкуновой и Геннадия Хазанова), где он выступал как конкурсант из Донецка. В том же году по Центральному телевидению прозвучала его песня «Моя любовь» (на стихи Павла Леонидова) в исполнении Гюлли Чохели.
С 1973 года Евгений Мартынов жил в Москве и работал сначала в Государственном концертном объединении «Росконцерт» (солистом-вокалистом), а затем в издательствах «Молодая гвардия» и «Правда» (музыкальным редактором-консультантом). В июне 1973 года Мартынов завоевал звание лауреата Всесоюзного конкурса исполнителей советской песни в Минске, исполнив там песни «Тёмная ночь», «Летят перелётные птицы» и свою «Балладу о матери», за исполнение которой он получил приз зрительских симпатий. Не успел прийти первый успех, как судьба стала испытывать его на прочность. Очень скоро песня «Баллада о матери» была отмечена на всесоюзном телевизионном фестивале «Песня-74», и сделала имя Евгения Мартынова всенародно известным.
С 1973 года неоднократно выезжал за рубеж по официальным линиям Министерства культуры СССР, ЦК ВЛКСМ, общества «Родина», Спорткомитета СССР, Союза композиторов СССР, а также в составе туристских групп.
В 1974 году он одерживает победу на всесоюзном телевизионном фестивале советской песни «Молодые голоса».
Член Союза композиторов СССР с 1984 года.
В 1978 году Евгений Мартынов снялся в художественном музыкальном фильме «Сказка как сказка…», в котором сыграл роль жениха-романтика. Но на этом актерская карьера музыканта и закончилась.
В своём творчестве Евгений Мартынов опирался на наиболее удачные лирические или гражданственные стихотворения И. Р. Резника, А. Д. Дементьева, Р. И. Рождественского, М. С. Пляцковского и других выдающихся советских поэтов. Мелодии Мартынова красивые, порой весьма прихотливые, светлые и душевные, хорошо оркестрованные. Голос Мартынова — очень звонкий, бархатный, мягкий тенор (баритональный тенор), достаточно широкого диапазона (ему предлагали стать оперным певцом) и с редким красивым тембром. Именно характерный тембр является отличительной чертой мартыновского голоса. Благодаря сценической внешности, личному обаянию, а также вдохновенной, оптимистической манере пения Мартынов нёс заряд положительных эмоций, передавая слушателю чувство радости и восхищения. Даже трагические и драматические по сюжету песни («Лебединая верность», «Баллада о матери») у Мартынова заканчиваются светло и возвышенно. Песни Мартынова исполняли выдающиеся советские певцы 1970—1980-х годов — София Ротару, Иосиф Кобзон, Анна Герман, Валентина Толкунова, Вадим Мулерман, Александр Серов, Георгий Минасян, Мария Кодряну, Михаил Чуев, Эдуард Хиль, Ирина Отиева и другие. В настоящее время некоторые песни Мартынова поют и записывают Юлиан, Ирина Шведова, Николай Басков, Филипп Киркоров, Ани Лорак.
С 1988 года состоял в штате редакции журнала «Крестьянка» (издательства ЦК КПСС «Правда») — музыкальным редактором-консультантом.
За годы исполнительской деятельности Мартынов много гастролировал в разных странах — он побывал в США, Мексике, Канаде, Бразилии, Италии, Аргентине, Испании, Бельгии, Индии и Швейцарии. Побывал на многих национальных и международных фестивалях и конкурсах — «Молодые голоса», «Золотой Орфей», «Мелодии друзей», «Дечинский якорь».
Несмотря на многочисленные победы и успех, к песням Мартынова часто придирались. Бывало, что на критику той или иной песни Евгений отвечал, что она нравится народу, ему в ответ говорили, что народ надо воспитывать. В середине семидесятых Мартынову и Дементьеву пришлось долго и упорно убеждать главного редактора Центрального телевидения, что строки из песни «Лебединая верность», звучавшие так «Улететь в края далёкие лебедь не мог» не имеют никакого отношения к эмиграции евреев.
Песня «Лебединая верность» является визитной карточкой Евгений Мартынова, её часто называют гимном настоящей любви, песен не о любви в репертуаре Мартынова почти не было. Он был настоящим лириком, без цинизма, без иронии. «В обычной жизни он был достаточно наивным человеком, — вспоминает Лев Лещенко, — у нас у всех присутствует наив, актёр не может без этого существовать, иначе он не будет ничему верить». Мартынов искренне верил в то, о чём пел, возможно, именно поэтому его песни и не устаревают.
В конце 80-х для советской эстрады наступили не самые лучшие времена. На сцену пришли новые музыкальные герои, группы «Ласковый май», «На-На», «Комбинация» и т. д. Мартынов продолжал активно работать, выступать, но былой радости этот процесс уже не доставлял. Песни Мартынова стали неформатными, исполнителя перестали приглашать на концерты, на радио и телевидение, из-за чего он находился в длительной депрессии, стал злоупотреблять алкоголем.  В 1988 году по совету друзей-космонавтов Мартынов прошёл полное медицинское обследование в Звёздном городке. Вышел после лечения помолодевшим и повеселевшим.
Незадолго до смерти, 27 августа 1990 года на отборочном выпуске фестиваля «Песня года-90» исполнил свою последнюю песню «Марьина роща» на стихи Ильи Резника.
Скоропостижно скончался 3 сентября 1990 года на 43-м году жизни. Обстоятельства смерти описываются очевидцами неоднозначно.  Официальная причина смерти — острая сердечная недостаточность. По словам случайного знакомого, певец почувствовал себя плохо в лифте. В дальнейшем его обнаружили не в своём доме, а на лестничной клетке соседнего дома: Мартынов лежал весь в крови и хрипел; вызвали милицию и скорую помощь, но медики не успели помочь.
Похоронен в Москве на Новом Кунцевском кладбище, участок №2.

## Семья
Отец — Григорий Иванович Мартынов (1913—1991), командир стрелкового взвода, вернулся с войны инвалидом. Хорошо играл на музыкальных инструментах (баяне и аккордеоне), работал учителем пения в школе.
Мать — Нина Трофимовна Мартынова (1924—2011), в годы войны служила медсестрой в эвакуационных госпиталях 3-го Украинского фронта, где и познакомилась с раненым солдатом Григорием Мартыновым. Она его выходила и вышла за него замуж. Похоронена рядом с сыном в Москве на Новом Кунцевском кладбище, участок №2.
Брат — Юрий Григорьевич Мартынов (1957—2025), советский и российский композитор, аранжировщик, журналист, продюсер; заслуженный деятель искусств Российской Федерации, член Союза композиторов России.
Жена (с 1978 по 1990) — Эвелина Константиновна Мартынова (род. 1959, в девичестве Старченко), родом из Киева. После смерти мужа повторно вышла замуж и вместе с новым мужем и сыном эмигрировала в Испанию. Проживают в приморском городе Аликанте.
- Сын — Сергей Евгеньевич Мартынов (род. 1984, назван в честь Рахманинова и Есенина).

«Сейчас работаю в большой испанской строительной компании. Я являюсь руководителем коммерческого отдела. Довольно часто я бываю в Москве. Обязательно захожу на Кунцевское кладбище, навестить могилу отца. Когда я был маленький, то не понимал, почему у меня такой популярный отец. У нас дома постоянно играла музыка. Папа часто брал меня на свои концерты», — поделился Сергей. (из программы Андрея Малахова «Привет, Андрей!»)

## Награды и премии
- Лауреат Всесоюзного конкурса исполнителей советской песни в Минске (1973)
- Лауреат X Всемирного фестиваля молодёжи и студентов, Берлин (1973)
- Гран-при международного конкурса эстрадных песен «Братиславская лира», Братислава (1975), (впервые на конкурсе победил представитель СССР)
- Серебряная медаль на международном конкурсе исполнителей эстрадной песни «Золотой Орфей» в Болгарии (1976) — за исполнение песни «Алёнушка»
- Премия Ленинского комсомола (1987) — за создание произведений для детей и юношества и большую работу по эстетическому воспитанию молодёжи

## Дискография
- 1975 — Поёт Евгений Мартынов (33С62 05815-6)
- 1975 — Поёт Евгений Мартынов (Г62-04685-6)
- 1976 — Евгений Мартынов поёт свои песни (33С62-08735-36)
- 1977 — Евгений Мартынов поёт свои песни (33С62-09381-2)
- 1980 — Евгений Мартынов поёт свои песни (33С60-12521-22)
- 1982 — Песни Е. Мартынова на стихи Михаила Пляцковского (33С62-17539-40)
- 1982 — Заклятье/Не надейся (Г62-09205-6)
- 1983 — Песня, в которой ты (С62 19505 005)
- 1986 — Евгений Мартынов поёт свои песни (45 С62 25009 002)
- 1989 — А любовь права. Песни Евгения и Юрия Мартыновых
- 1994 — Песня о моей любви
- 1994 — Яблони в цвету
- 1997 — Лебединая верность
- 2000 — Я лечу к тебе. Звёзды российской эстрады поют песни Евгения Мартынова
- 2001 — Я тебе весь мир подарю
- 2004 — Великие исполнители России XX века
- 2007 — Золотая коллекция Ретро
- 2007 — Имена на все времена
- 2008 — Поёт Евгений Мартынов

## Наиболее известные песни и музыкальные композиции
- А любовь права! — Михаил Танич, исп. Е. Мартынов, Галина Невара
- А я без Волги просто не могу — Андрей Дементьев, исп. Е. Мартынов, Валентина Толкунова, Екатерина Шаврина
- Аленький цветочек — Леонид Дербенёв, исп. Тамара Миансарова
- Алёнушка — А. Дементьев, исп. Е. Мартынов
- Ах, как хочется влюбиться! — А. Дементьев и Алексей Пьянов, исп. Е. Мартынов
- Баллада о матери — А. Дементьев, исп. София Ротару, Е. Мартынов, Ренат Ибрагимов, Лев Лещенко, Валентина Бирюкова
- Белая сирень — Анатолий Поперечный, исп. Е. Мартынов, Галина Ненашева, Ксения Георгиади
- Берёзка — Сергей Есенин, исп. Е. Мартынов
- Благодарность матерям — Леонид Дербенёв, исп. Е. Мартынов
- Былое эхо — Алексей Мажуков — Владимир Харитонов; исп. Е. Мартынов
- Васильковые глаза — Юрий Мартынов — Юрий Гарин, исп. Евгений Мартынов (Песня-посвящение Анне Герман)
- В мире чудаков — Ольга Чернышова, исп. Е. Мартынов
- Венок любви — в музыкальной редакции Юрия Мартынова, Сергей Каргашин, исп. Таня Острягина
- Верую в тебя — Андрей Вознесенский, исп. Е. Мартынов
- Весёлый зонтик — Игорь Кохановский, исп. Е. Мартынов, вокальный квартет «Улыбка»
- Время думать о девчонках — Владимир Харитонов, исп. Е. Мартынов
- Все влюбляются, влюбляются — Владимир Харитонов, исп. Людмила Николаева
- Встреча друзей — Роберт Рождественский, исп. Е. Мартынов, Валерий Топорков, Эдуард Хиль
- Выдумал тебя! — Михаил Танич, исп. Е. Мартынов, Александр Серов
- День рождения — Андрей Дементьев, исп. Иосиф Кобзон
- Добрые сказки детства — Роберт Рождественский, исп. Анне Вески и Е. Мартынов, Сергей Захаров
- Если есть любовь — Михаил Пляцковский, исп. Е. Мартынов и Ирина Понаровская, Галина Невара
- Если сердцем молод — А. Дементьев и Давид Усманов, исп. Вадим Мулерман, ВИА «Самоцветы», группа «Доктор Ватсон»
- Есть на земле Москва — Роберт Рождественский, исп. Лев Лещенко
- Заклятье — Назрул Ислам (перевод с бенгальского Михаила Курганцева), исп. Ирина Понаровская, Е. Мартынов, Ксения Георгиади, Ирина Отиева, Бируте Петриките,
- Звучи, любовь! — Роберт Рождественский, исп. Е. Мартынов
- Земля цветов (Радуга) — Игорь Шаферан, исп. Е. Мартынов, ВИА «Надежда», Николай Гнатюк
- Июнь — А. Дементьев и А. Пьянов, исп. Е. Мартынов
- Колыбельная пеплу — Юстинас Марцинкявичус (перевод с литовского Леонида Миля), исп. Е. Мартынов
- Комсомол нигде не подведёт — Юрий Мартынов — А. Дементьев и А. Пьянов, исп. Е. Мартынов
- Кукушкина слеза — Анатолий Поперечный, исп. Е. Мартынов
- Ласточки домой вернулись — А. Дементьев, исп. Е. Мартынов
- Лебединая верность — А. Дементьев, исп. София Ротару, Е. Мартынов, Мичел, Раиса Мкртчян
- Летом и зимой — А. Дементьев, исп. Е. Мартынов
- Мамины глаза — Михаил Пляцковский, исп. Е. Мартынов, Эдуард Хиль
- Марш-воспоминание — Роберт Рождественский, исп. Е. Мартынов
- Марьина роща — Илья Резник, исп. Е. Мартынов
- Медовый август — Римма Казакова, исп. Е. Мартынов
- На качелях — Онегин Гаджикасимов, исп. Е. Мартынов
- Натали — А. Дементьев, исп. Е. Мартынов
- Начни сначала — Андрей Вознесенский, исп. Е. Мартынов, С. Ротару
- Наш день — А. Дементьев, исп. София Ротару, Е. Мартынов, ВИО «Современник», Ирина Понаровская, Ксения Георгиади,
- Не надейся! — Михаил Пляцковский, исп. Е. Мартынов, ВИА «Лейся, песня».
- Не разлюби меня — Михаил Пляцковский, исп. Людмила Зыкина
- Невеста — Игорь Шаферан, исп. Е. Мартынов
- Отчий дом — А. Дементьев, исп. С. Ротару и Карел Готт, Е. Мартынов, С. Ротару (соло)
- Песня, в которой ты — Роберт Рождественский, исп. Е. Мартынов
- Песня о моей любви — Сергей Островой, исп. Яак Йоала, Е. Мартынов, Геннадий Белов
- Письмо отца — А. Дементьев и Давид Усманов, исп. Вадим Мулерман, Е. Мартынов
- Повезло! — Михаил Танич, исп. Евгений Головин, Е. Мартынов
- Праздник юности — А. Дементьев и А. Пьянов, исп. ВИА «Пламя»
- Прости — А. Дементьев, исп. Е. Мартынов, Тынис Мяги
- Расскажи мне, мама — А. Дементьев и Давид Усманов, исп. Людмила Зыкина
- Свадебный вальс — Роберт Рождественский, исп. Е. Мартынов
- Свиданье при свечах — Анатолий Поперечный, исп. Александр Серов, Мари Карне и Иван Ильичёв
- Снится солдатам дом родной — Михаил Пляцковский, исп. Е. Мартынов, С. Иванов и П. Богачёв (КрАПП СА)
- Соловьи поют, заливаются — Давид Усманов, исп. Е. Мартынов, Михаил Котляр
- Страна моя, надейся на меня (Зовёт Земля) — А. Дементьев и Давид Усманов, исп. Е. Мартынов, Вадим Мулерман
- Так держать — А. Дементьев и А. Пьянов, исп Е. Мартынов
- Твоя вина — А. Дементьев и Давид Усманов, исп. С. Ротару, Леонид Серебренников, Нина Бродская, Аида Ведищева
- Трава-лебеда — Николай Добронравов, исп Е. Мартынов
- Тройка счастья — Е. Мартынов и Юрий Мартынов — Евгений Супонев, исп. Е. Мартынов
- Трубка мира — А. Дементьев и Давид Усманов, исп Е. Мартынов
- Ты приносишь мне рассвет — А. Дементьев и Давид Усманов, исп. Е. Мартынов, Аида Ведищева
- Ты скажи мне, вишня — Владимир Харитонов, исп. Е. Мартынов, Филипп Киркоров, Мария Кодряну
- У Есенина день рождения — А. Дементьев, исп. Людмила Зыкина, Е. Мартынов
- У песни есть имя и отчество — Марк Лисянский, исп. Галина Ненашева
- Царевна с нашего двора — А. Пьянов, исп. рок-группа «Альфа»
- Цвета любви (на украинском языке) — Владимир Кудрявцев (русский текст В. Болдыревой); исп. Е. Мартынов, Юрий Богатиков
- Чайки над водой — А. Дементьев, исп. София Ротару, Е. Мартынов, Анастасия, вокальный квартет «Улыбка», Яак Йоала
- Чудо любви — Игорь Кохановский, исп. Е. Мартынов
- Этот май — Татьяна Коршилова, исп. Е. Мартынов
- Эхо первой любви — Роберт Рождественский, исп. Е. Мартынов, Александр Серов
- Я ещё вернусь — песенная редакция Юрия Мартынова, Роберт Рождественский, исп. Михаил Евдокимов
- Я жду весну — Андрей Дементьев, исп. София Ротару, Е. Мартынов, Валентина Толкунова, Анна Герман, Ирина Шведова
- Я тебе весь мир подарю — Илья Резник, исп. Александр Серов, Яак Йоала, Е. Мартынов.
- Яблони в цвету — Илья Резник, исп. С. Ротару, Е. Мартынов, Сергей Захаров, ВИА «Современник», оркестр Братиславского радио, Людмила Сенчина, Николай Басков
- Я лечу к тебе — подтекстовка и песенная редакция Юрия Мартынова, исп. Наталия Афанасьева
- Прелюдия для фортепиано (1967)
- Романс для кларнета и фортепиано (1966)

## Фильмография
- 1978 — «Сказка как сказка» (реж. Олег Бийма) — Жених-певец-романтик

## Память
- В городе Бахмут в честь Евгения Мартынова назван дом культуры (бывший ДК имени Ленина).
- В 1992 году одна из улиц Артёмовска названа именем Евгения Мартынова.
- По инициативе деятелей культуры и друзей артиста в Москве в 1993 году создано московское культурное общество «Клуб Евгения Мартынова», занимающееся культурной и благотворительной деятельностью, пропагандирующее творческое наследие замечательного композитора и певца.
- В 1993 году был назван почётным гражданином города Камышин.
- В 1998 году Юрий Мартынов издал книгу «Лебединая верность Евгения Мартынова: факты биографии, воспоминания о жизни, размышления о творчестве».
- В 2000 году состоялся первый донецкий открытый фестиваль-конкурс лирической песни имени Е. Г. Мартынова «Отчий дом», на котором впервые была представлена песня «Я лечу к тебе».
- В 2015 году в Камышине открыта Каштановая аллея, названная в честь Евгения Мартынова, также был установлен памятник в его честь.

Разбирая бумаги Евгения Мартынова, его брат Юрий нашёл записи, которые можно считать творческим завещанием музыканта. Там есть такие строки: «Мне близка гражданская лирика — продолжение традиций советской песни. Важно сохранить всё лучшее, что было написано композиторами в этом жанре. Надо продолжать традиции, иначе мы погубим нашу национальную песенную русскую культуру. Сейчас моду стали диктовать девочки лет 14 — 17. Для них главное — танцевальный ритм. Отсюда и стишки соответствующего содержания. Люди разучились петь. А что важнее — развлекательность в музыке или её воспитательное значение? У песни есть авторы. Ныне культура безымянная, необузданная, нет никакой ответственности за сочинение. Не уважают членов Союза композиторов. А профессионалов надо уважать, мы так стремились ими стать! Член творческого союза — почти что олицетворение застоя, а вот парень с гитарой — это прораб перестройки!.. Песня должна объединять людей всех возрастов!»

### Документальные фильмы
- «Лебединая песня Евгения Мартынова» (документальный фильм Веры Хомутовой, Россия, 2005).
- «Евгений Мартынов. Последний романтик» (документальный фильм Владимира Викулина, Россия, 2009).
- «Евгений Мартынов» (документальный телефильм Алексея Горевича, из цикла «Как уходили кумиры…», Россия, 2010).